# المحكمة الدستورية الإندونيسية

شعار إندونيسيا الوطني

المحكمة الدستورية الإندونيسية هي محكمة إندونيسية، وهي جزء من الفرع القضائي لحكومة إندونيسيا. دورها الرئيسي هو مراجعة دستورية بموجب الدستور. كما أن لديها وظائف في القانون الإداري مثل الحكم في نزاعات الاختصاص بين الكيانات الحكومية، واتخاذ القرارات النهائية بشأن المساءلة، وإصدار الأحكام بشأن حل الأحزاب السياسية.
تم تأسيسها نتيجة للتعديل الثالث لدستور إندونيسيا، الذي صدقت عليه الجمعية الاستشارية الشعبية في 9 نوفمبر 2001. بين اعتماد التعديل الدستوري الثالث وإنشاء المحكمة الدستورية كانت واجبات المحكمة الدستورية التي تنفذها المحكمة العليا الإندونيسية.

## القوى
تتمتع المحكمة بنفس المكانة القانونية التي تتمتع بها المحكمة العليا. تشمل صلاحياتها المنصوص عليها في المادة 24 ج من الدستور القول الفصل في مراجعة القوانين المتعلقة بالدستور، والنزاعات حول سلطة مؤسسات الدولة، وحل الأحزاب السياسية، والنزاعات حول نتائج الانتخابات. كما أنها ملزمة بالحكم على أي محاولة لإقالة الرئيس.
اقتصر اختصاصها على النزاعات الانتخابية: أولاً على الانتخابات العامة الخمسية (مثل الانتخابات العامة 2004 و2009). منذ عام 2009 تم توسيع تعريف الانتخابات العامة ويشمل انتخاب المحافظين ورؤساء الوصايا. حتى الآن من بين الولايات القضائية الخمسة للمحكمة تركزت معظم القضايا التي تم النظر فيها حول قضايا المراجعة القضائية، والنتائج الانتخابية المتنازع عليها، والنزاعات بين مؤسسات الدولة. تستمر المحكمة العليا في أداء مهمة مراجعة قضائية غير رسمية.
تتمثل المشكلة الرئيسية للمحكمة مثلها مثل أجزاء أخرى من النظام القانوني في إندونيسيا، في إنفاذ القرارات. إن قدرة نظام المحاكم في إندونيسيا على إنفاذ القرارات ضعيفة جدًا في بعض الأحيان، وفي الأعوام الأخيرة عبر المسئولون المحليون في إندونيسيا عنها، وفي بعض الحالات رفضوا الالتزام بقرارات المحكمة الدستورية المهمة.